# نینسون
در افسانه‌های سومری، نینسون (همچنین به نام نینسومون، به خط میخی: 𒀭𒊩𒌆𒄢 د NIN. SUMUN 2؛ سومری: Nin-sumun (ak) "بانوی گاوهای درنده") ایزدبانویی است که بیشتر به عنوان مادر قهرمان افسانه‌ای گیلگمش و به عنوان ایزدبانوی نگهبان گودئا در لاگاش شناخته می‌شود. پدر و مادر او خدایان آنو و اوراس هستند. نینسون همچنین با خدایان کهن پیوند داشته‌است.

## افسانه‌شناسی
در حماسه گیلگمش، نینسون به عنوان یک شهبانوی انسانی به تصویر کشیده شده‌است که در اوروک به همراه پسرش به عنوان پادشاه زندگی می‌کند. از آنجایی که پدر گیلگمش پادشاه پیشینلوگالباندا بوده‌است، منطقی است که نینسون برای زایمان با لوگالباندا ازدواج کرد. او در آغاز ماجراهای پسرش با تعبیر رویاهایش به او کمک می‌کند.
همچنین در حماسه گیلگمش، نینسون توسط گیلگمش و انکیدو فراخوانده می‌شود تا از خدای اوتو بخواهند تا در سفرشان به سرزمین زندگی برای نبرد با هومبابا به آنها کمک کنند.

## اسامی
در نقش برجسته تلو در لاگاش باستانی، برای حدود. ۲۱۵۰ پیش از میلاد، نام او به خط میخی NINSUMUN نوشته شده‌است که به معنی گاو درنده در زبان سومری است.

## خدایان در پیوند
در افسانه‌های سومری، نینسون در ابتدا گولا نامیده می‌شد تا اینکه بعدها نام او به نینیسینا تغییر یافت. بعداً، گولا با ایزدبانوی بابلی نینتینوگگا شناخته شد.

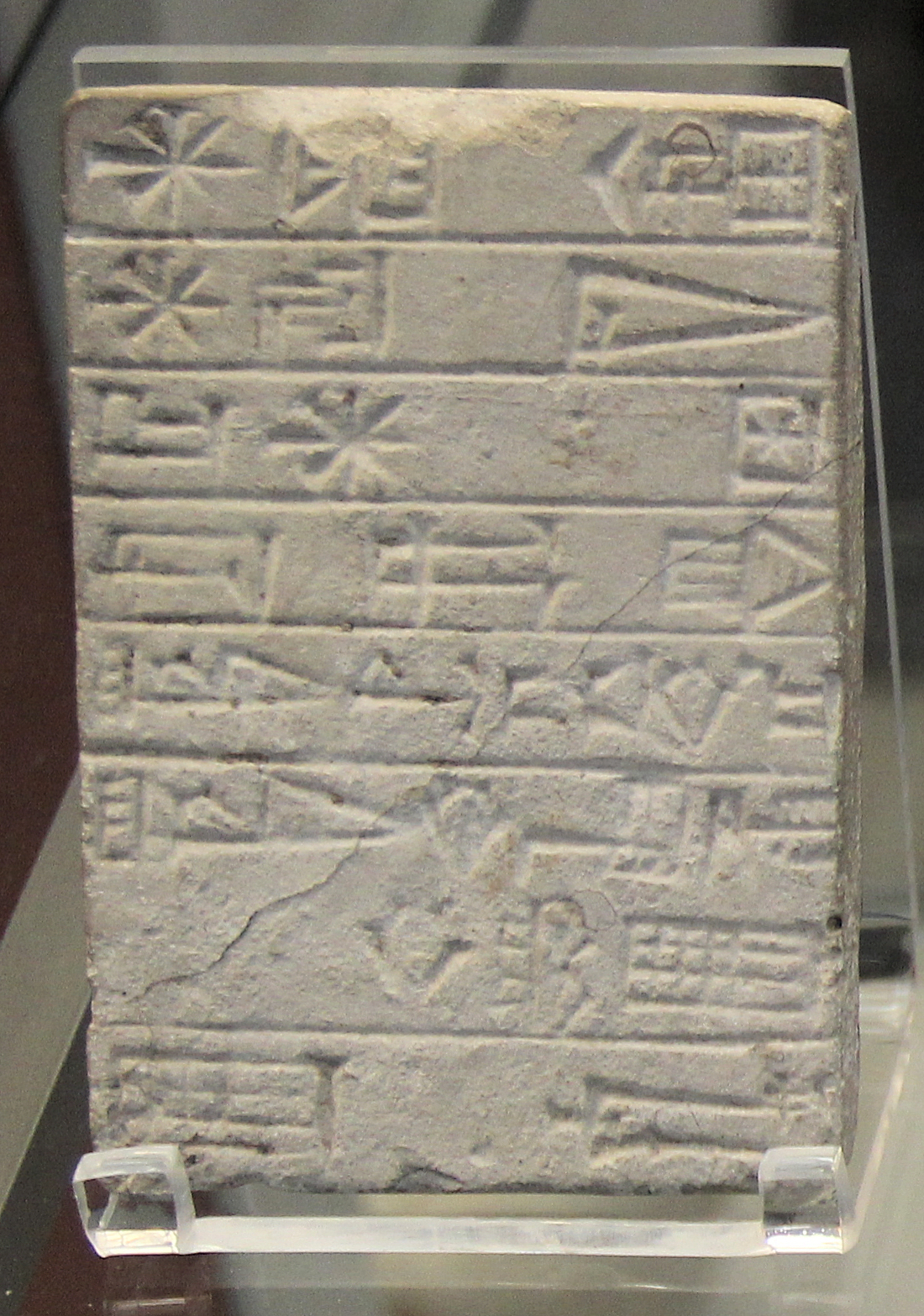
لوح تقدیم اورناما برای معبد نینسون در اور: "برای خانمش نین سان ، اورنامو مرد نیرومند، پادشاه اور و پادشاه سومر و اکد ، پرستشگاه خود را ساخته‌است"